# Museo del Transpote R. E. Olds
El Museo del Transporte R.E. Olds (nombre original en inglés: R.E. Olds Transportation Museum) lleva el nombre de Ransom E. Olds, fundador de las compañías fabricantes de automóviles Oldsmobile y REO, y está ubicado en Lansing, Míchigan. Es uno de los museos automotrices mejor calificados en los Estados Unidos.

## Contenido
El último Oldsmobile fabricado (el 29 de abril de 2004), un sedán Oldsmobile Alero de color cereza oscuro metálico que hacía el número 500 de las 500 unidades producidas de la "Final 500 Collector's Edition", se exhibió en el museo hasta que fue llevado al GM Heritage Center, donde se encuentra ahora.
Alberga una colección diversa de vehículos Oldsmobile datados entre 1897 y 2004. El Olds de 1897, uno de los cuatro que se construyó aquel año, es un préstamo del Instituto Smithsoniano. También se muestra una réplica del transporte de vapor construido por Ransom E. Olds en 1893, con anterioridad a la fundación de Olds Motor Works (nombre oficial de Oldsmobile hasta los años 1940).
Este museo también alberga automóviles que cubren casi un siglo, incluida una colección casi completa de matrículas de Míchigan, señales de tráfico antiguas y una señal de tráfico de la década de 1950. Una colección de bicicletas muestra la conexión entre los primeros fabricantes de automóviles y los fabricantes de bicicletas que tenían las herramientas, el conocimiento y la creatividad necesarias para producir con éxito un automóvil.
También alberga una colección de vehículos REO de la compañía que Ransom E. Olds creó después de que renunció a Oldsmobile. Un vehículo muy conocido de esa compañía es el REO Speed Wagon, del que recibió su nombre una importante banda musical. Otro camión conocido que fue fabricado por un sucesor de esa empresa es el Diamond REO.
Otra parte importante de la colección de este museo son los objetos de la casa de Ransom E. Olds. El museo está abierto todos los días de 10:00 a 17:00 horas. excepto domingo de 12:00 a 5:00 p. m.